# 中院通茂
中院 通茂（なかのいん みちしげ）は、江戸時代前期から中期にかけての公卿・歌人。権大納言・中院通純の子。官位は従一位・内大臣。

## 経歴
寛永9年（1632年）1月叙爵された後、侍従・右近衛権少将・左近衛権中将を歴任。承応4年（1655年）1月参議として公卿に列し、6月従三位に叙された。明暦3年（1657年）8月権中納言、万治2年（1659年）1月正三位、万治3年（1660年）12月権大納言と累進し、寛文元年（1661年）3月から寛文3年（1663年）7月まで神宮伝奏を務める。寛文8年（1668年）12月従二位に叙され、寛文10年（1670年）9月辞職して武家伝奏に補任。延宝2年（1674年）12月正二位に叙され、延宝3年（1675年）2月伝奏の任を解かれた。
貞享4年（1687年）先年の小倉事件をめぐる霊元天皇への暴言が災いして出仕を止められ、元禄6年（1693年）に許されるまで謹慎生活を送る。宝永元年（1704年）2月内大臣に任じられたが、僅か3日にして辞退し、宝永2年（1705年）1月従一位を授与された。宝永7年（1710年）3月21日に薨去。享年80。廬山寺に葬られた。
歌道・有職故実・書道・音楽など多方面に博識な人物であり、弟の野宮定縁らと共に熊沢蕃山に入門し、蕃山門下の堂上四天王の1人に数えられる。
歌道では、寛文4年（1664年）に後水尾院から古今伝授を受け、自身も中院通躬・野宮定基・久世通夏に古今伝授を行った。門人に鍋島光茂・堀親昌・柳沢吉里・松井幸隆・三輪執斎・宣阿らがいる。家集『老槐和歌集』、歌論『渓雲問答』などがある。また、日記『通茂日記』からは、武家伝奏の職務を通じた徳川光圀との親交も窺われる。

## 系譜
- 正室：鶴 - 板倉重矩養女で、小笠原政信娘
  - 次男：通躬
  - 三男：野宮定基 - 野宮定縁養子
  - 四男：久世通夏 - 久世通音養子
- 家女房
  - 長男：周清
  - 長女：山科持言室
  - 五男：円恕
  - 六男：尊智